# The Lilly

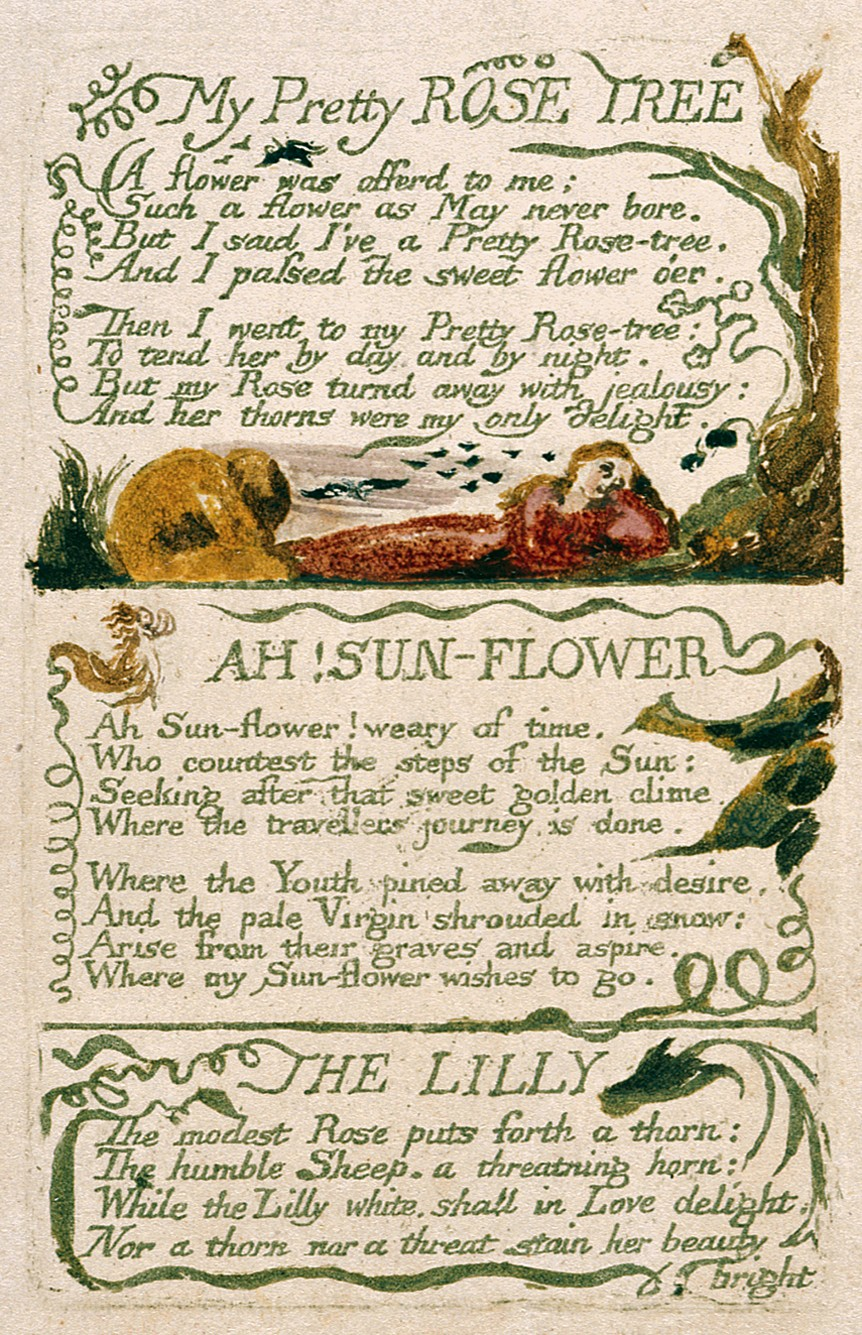
Bài the Lilly trong tập thơ Songs of Experience.

The Lilly là một bài thơ của thi sĩ người Anh William Blake. Nó được xuất bản trong tập thơ của ông Songs of Experience năm 1794.

## The Lilly
The modest Rose puts forth a thorn,

The humble sheep a threat'ning horn:

While the Lily white shall in love delight,

Nor a thorn nor a threat stain her beauty bright.

## Nội dung
Hoa hồng nhu mì, một biểu tượng của tình yêu và vẻ đẹp, lại có gai.

Con cừu tuy khiêm tốn nhưng lại đe dọa với cặp sừng.

Hoa loa kèn trắng, mang vui thích trong tình yêu và không có gai hay đe dọa để làm bẩn đi vẻ đẹp tươi sáng của nó.

## Ba cách nhìn về tình yêu
Theo Antal, bài thơ của Blake minh họa ba loại tình yêu; Tình yêu nên thơ, tình yêu trần thế, và tình yêu con người. Đây được coi là "Tình yêu nên thơ" bởi vì Hoa loa kèn trắng thì ngây thơ, và tinh khiết, và không bị tình yêu hay gai làm lem luốc. Johsnon đã từng nói, "Thật kỳ lạ, hầu hết các thiết kế biểu tượng có hoa loa kèn cho thấy hoa được bao quanh bởi gai." Hoa loa kèn của Blake không có gai. Không giống như con cừu hay hoa hồng, hoa loa kèn trong trắng nhất. Điều này nói lên tình yêu nên thơ là lý tưởng, tình yêu không nên có vết trầy xước. Tình yêu nên hoàn hảo và là mọi thứ mà mọi người mơ ước. Mặc dù hai người yêu nhau có thể có những sai sót, chính bản thân tình yêu không nên có.

## Đề tài và diễn dịch
Mặc dù là một bài thơ khá ngắn, bài thơ ngắn nhất trên trang, The Lilly đưa ra rất nhiều biểu tượng và ngôn ngữ biểu trưng được giải thích bằng nhiều cách. Mặc dù có rất nhiều cách giải thích khác nhau, các chuyên gia dường như đồng ý về hai chủ đề chính của bài thơ này. Đó là sự tinh khiết hay trong trắng và Tình yêu lý tưởng.

### Trong trắng
Mặc dù sự trong trắng thường được so sánh với trinh tiết, một số nhà phê bình lập luận rằng, hoa loa kèn thể hiện một loại trong trắng khác. Johnson nhận định, "nội dung và cách thiết kế của 'The Lilly' biểu hiện và tán dương một quan niệm tươi mới về sự trong trắng, độ tinh khiết của lòng ham muốn được thỏa mãn. Không bị hoen ố vì gai để cho phép 'dấu vết' của cuộc tiếp xúc cá nhân, đó là sự trong trắng thực sự. " Sự tinh khiết này biết những gì bạn muốn và không bao giờ giải quyết cho đến khi bạn nhận được những gì bạn mong muốn. Bạn không thay đổi mong muốn hoặc hoài bão của bạn mặc dù hoàn cảnh, mà vẫn giữ đúng những gì bạn thực sự mong muốn. Thay vì cho phép những cái gai của việc "tiếp xúc cá nhân" hoặc những nỗ lực can thiệp mà bên thứ ba có thể cố gắng ép buộc nó, The Lilly thể hiện sự quyết tâm của nó và giữ đúng những gì nó biết nó mong muốn. Antal đã nắm bắt được ý tưởng này khi bà nói "The Lilly,  cho thấy đức tính cao cả nhất, mặc dù cơ thể tự nhiên có thể bị gây áp lực và đe dọa, cơ thể thiêng liêng của con người, giống như The Lilly, không bao giờ có thể bị làm xấu đi." 

### Tình yêu lý tưởng
Ý tưởng về Trong trắng trong bài thơ cũng dẫn đến chủ đề Tình yêu Lý tưởng. Tình yêu lý tưởng thường là hình thức yêu thương tinh khiết nhất trong đó tình yêu là trong trắng vì đó là tình yêu thuần túy; không có trò đùa, hoặc sai sót với nó. Tình yêu lý tưởng chỉ đơn giản là tình yêu, tình yêu hoàn toàn ngây thơ và chân thực. Johnson viết, "The Lilly say đắm trong tình yêu là một biểu hiện khác của "bông hoa ngọt ngào" mời mọc người yêu hoa hồng trong câu đầu bài thơ." Thay vì từ chối tình yêu đích thực, lý tưởng, như người đàn ông làm trong My Pretty Rose Tree, The Lilly nguyện sẽ vui thú trong một tình yêu thuần túy và chân thực không bị một bổn phận, hoặc bất kỳ ngọn gai nào khác của hoa hồng.